# Triptis
Triptis è una città di 3.663 abitanti della Turingia, in Germania.
Appartiene al circondario della Saale-Orla ed è parte della Verwaltungsgemeinschaft Triptis.

## Geografia antropica

### Frazioni
Il comune comprende le seguenti località:
- Oberpöllnitz
- Döblitz
- Hasla
- Schönborn
- Ottmannsdorf